# Комсомольское (Чувашия)
Комсомо́льское (чув. Аслӑ Каҫал, Каҫал; историч. Больши́е Кошеле́и) — село в Чувашской Республике России. Административный центр Комсомольского муниципального округа.

## География
Расположено на реке Кубня в 30 км южнее города Канаш, в 115 км на юг от Чебоксар.

## История
Согласно писцовым книгам Свияжского уезда XVI века, первые письменные упоминания о Кошелеевке относятся к 1566—1567 годам.
Чуваши выбрали место для поселения у оврага Кошелейка, что на левом берегу Кубни. Название такое овраг получил в честь убитой здесь дочери князя Тюбека, как гласят местные предания. Деревню стали называть Кошелеями, что соответствует мордовскому названию речки. С бассейна Суру, во времена Казанского ханства, сюда были пригнаны мордовские крестьяне для возделывания земель. В 1552 году после взятия Казани, крестьяне вернулись на прежнее место жительства, а в эту деревню приехали чуваши из деревни Мокры, а чуть позднее поселились русские крестьяне из села Подберезье (ныне Большое Подберезье Кайбицкого района Татарстана). Со временем поселенцы деревни Мокры переселились чуть выше по реке Кубня и новое поселение стали называть деревней Малые Кошелеи. В других источниках, упоминается заселение этой деревни служилыми чувашами, беглыми крестьянами, людей, лишившимися земли в силу произвола помещиков.
В 1857 году было открыто сельское приходское училище, основанное на общественном сборе. В нем преподавали: катахизис, священная история, арифметика, чтение славянской и гражданской печати, счетоводство, чистописание.
В 1877 году было принято решение об открытии в селе Большие Кошелеи мужского земского училища.
На момент 1870-х годов в деревне проживало 308 русских и 586 чувашей. В 1895 году в деревянном здании в центре села было открыто женское земское училище рукоделия, а через год открылась первая восьмилетняя школа.
В 1939 году село «Большие Кошелеи» было переименовано в «Комсомольское» в честь комсомольцев, погибших при подавлении восстания крестьян в январе 1921 года.
В 2004—2022 годах село было административным центром упразднённого Комсомольского сельского поселения.

## Население
| 1959  | 1970  | 1979  | 1989  | 2002  | 2010  | 2012  |
| ----- | ----- | ----- | ----- | ----- | ----- | ----- |
| 2346  | ↗2868 | ↗3608 | ↗4673 | ↗4839 | ↗4905 | ↗5345 |
| 2021  |       |       |       |       |       |       |
| ↘4632 |       |       |       |       |       |       |

## Инфраструктура
Функционирует центральная районная больница, 2 школы, 3 ясли-сада, Имеется Дом культуры, две библиотеки, народный музей, народный театр, ДЮСШ, детская школа искусств, типография, дворец правосудия. Издаётся газета на чувашском языке «Каҫал ен» (Кошелеевский край).
В селе расположены административные и общественные учреждения районного значения, а также промышленные предприятия, обслуживающие сельскохозяйственное производство района.

## Транспорт
Село расположено на автодороге Цивильск — Сызрань.

## Религия
Православные храмы
- Церковь Вознесения Господня